# Emeric Pressburger
Pour les articles homonymes, voir Pressburger.
Emeric Pressburger est un réalisateur, scénariste, romancier et producteur hongro-britannique né le 5 décembre 1902 à Miskolc (Hongrie) et mort le 5 février 1988 à Saxtead (Angleterre). Il est surtout connu pour sa collaboration, dans les années 1940, avec le réalisateur Michael Powell.

## Biographie
Emeric Pressburger, né Imre József Pressburger, est né à Miskolc, en Hongrie, dans une famille juive hongroise. Après des études aux universités de Prague et de Stuttgart, il commence une carrière de journaliste en Hongrie et en Allemagne. À la fin des années 1920, il devient scénariste pour l'UFA à Berlin. La montée en puissance des Nazis le pousse à l'exil à Paris, où il continue ses activités de scénariste, puis à Londres. Il dira plus tard : « Les pires choses qui me soient arrivées étaient les conséquences politiques d'événements au-delà de mon contrôle... les meilleures étaient exactement les mêmes. »
Il rencontre au Royaume-Uni une petite communauté de cinéastes hongrois ayant fui le nazisme, comme l'influent Alexander Korda, propriétaire de London Films, qui l'engage comme scénariste. Il fait par la suite la connaissance de Michael Powell, avec qui il travaille sur L'Espion noir (1939). La collaboration Powell-Pressburger assure la réalisation des films parmi les plus aboutis du cinéma britannique de cette période.
En 1938, il épouse Agí Donáth (décédée en 2008), mais le couple divorce en 1941. Il se remarie en 1947 avec Wendy Orme (décédée en 1986), avec qui il aura un enfant, Angela. Pressburger et Orme divorcent en 1971. Les deux fils d'Angela se sont fait une place de choix dans le cinéma : Andrew Macdonald est le producteur de films comme Trainspotting (1996) et Kevin Macdonald, réalisateur du Dernier Roi d'Écosse (2006), remporte l'Oscar du meilleur film documentaire pour Un jour en septembre en 1999.
Emeric Pressburger devient citoyen britannique en 1946.
Dans les années 1960, il publie deux romans : Killing a Mouse on Sunday, adapté au cinéma sous le titre Et vint le jour de la vengeance (Behold a Pale Horse), un film américain réalisé par Fred Zinnemann en 1964, et The Glass Pearls.
Il devient membre de la BAFTA en 1981 et du British Film Institute en 1983.
Pressburger passe la fin de sa vie à Saxstead, dans le comté anglais de Suffolk, où il meurt d'une pneumonie le 5 février 1988, à l'âge de 85 ans.

## Filmographie
Comme scénariste
- 1930 : Die Große Sehnsucht, réalisé par Steve Sekely
- 1930 : Adieux (Abschied), réalisé par Robert Siodmak
- 1931 : Ronny, réalisé par Reinhold Schünzel
- 1931 : Ronny, réalisé par Reinhold Schünzel (version allemande de Ronny)
- 1931 : L'Outrage (Das Ekel), réalisé par Eugen Schüfftan et Franz Wenzler
- 1931 : Dann schon lieber Lebertran, réalisé par Max Ophüls
- 1931 : Émile et les Détectives (Emil und die Detektive), réalisé par Gerhard Lamprecht
- 1931 : Der kleine Seitensprung, réalisé par Reinhold Schünzel
- 1932 : Une jeune fille et un million, réalisé par Max Neufeld et Fred Ellis
- 1932 : Sehnsucht 202, réalisé par Max Neufeld (version allemande d'Une jeune fille et un million)
- 1932 : Le Petit Écart, réalisé par Reinhold Schünzel et Henri Chomette
- 1932 : Lumpenkavaliere, réalisé par Carl Boese
- 1932 : Held wider Willen, réalisé par Ludwig Beck (de)
- 1932 : Eine von uns, réalisé par Johannes Meyer
- 1932 : La Belle Aventure, réalisé par Reinhold Schünzel
- 1932 : Das schöne Abenteuer, réalisé par Reinhold Schünzel (version allemande de La Belle Aventure)
- 1932 : Wer zahlt heute noch?, réalisé par Heinz Hille (en)
- 1932 : A vén gazember, réalisé par Heinz Hille
- 1933 : ...und es leuchtet die Puszta, réalisé par Heinz Hille (version allemande d'A vén gazember)
- 1933 : Une femme au volant, réalisé par Pierre Billon et Kurt Gerron
- 1934 : Incognito, réalisé par Kurt Gerron
- 1934 : Mon cœur t'appelle, réalisé par Carmine Gallone et Serge Veber
- 1934 : Mein Herz ruft nach dir, réalisé par Carmine Gallone (version allemande de Mon cœur t'appelle)
- 1934 : My Heart Is Calling, réalisé par Carmine Gallone (version anglaise de Mon cœur t'appelle)
- 1934 : Milyon avcilari, réalisé par Muhsin Ertuğrul (version turque d'Une jeune fille et un million)
- 1935 : Monsieur Sans-Gêne, réalisé par Karl Anton
- 1935 : Abdul the Damned, réalisé par Karl Grune
- 1936 : Sous les yeux d'Occident, réalisé par Marc Allégret (non crédité)
- 1936 : Port-Arthur, réalisé par Nicolas Farkas (non crédité)
- 1936 : Port-Arthur, réalisé par Nicolas Farkas (non crédité) (version allemande de Port-Arthur)
- 1936 : La Vie Parisienne , réalisé par Robert Siodmak
- 1936 : Parisian Life, réalisé par Robert Siodmak (version anglaise de La Vie Parisienne)
- 1936 : One Rainy Afternoon, réalisé par Rowland V. Lee (d'après Monsieur Sans-Gêne)
- 1937 : The Great Barrier, réalisé par Milton Rosmer et Geoffrey Barkas
- 1938 : The Challenge, réalisé par Milton Rosmer et Luis Trenker
- 1939 : The Silent Battle, réalisé par Herbert Mason (non crédité)
- 1940 : Spy for a Day, réalisé par Mario Zampi
- 1941 : Atlantic Ferry, réalisé par Walter Forde
- 1942 : Qui perd gagne (Rings on Her Fingers), réalisé par Rouben Mamoulian (non crédité)
- 1942 : Breach of Promise, réalisé par Harold Huth
- 1943 : Squadron Leader X, réalisé par Lance Comfort
- 1946 : Wanted for Murder, réalisé par Lawrence Huntington
- 1957 : Men Against Britannia, réalisé par Marcel Hellman
- 1957 : Aventure à Soho (Miracle in Soho), réalisé par Julian Amyes
- 1965 : Operation Crossbow, réalisé par Michael Anderson
- 1972 : The Boy who turned Yellow, réalisé par Michael Powell

Comme scénariste, coréalisateur et/ou coproducteur (cf. Powell et Pressburger)
- 1939 : L'Espion noir (The Spy in Black), réalisé par Michael Powell
- 1940 : Espionne à bord (Contraband), réalisé par Michael Powell
- 1941 : 49e Parallèle (49th Parallel), réalisé par Michael Powell
- 1942 : Un de nos avions n'est pas rentré (One of our Aircraft is Missing), réalisé avec Michael Powell
- 1943 : The Volunteer, réalisé avec Michael Powell
- 1943 : Colonel Blimp (The Life and Death of Colonel Blimp), réalisé avec Michael Powell
- 1944 : A Canterbury Tale, réalisé avec Michael Powell
- 1945 : Je sais où je vais (I Know Where I'm Going !), réalisé avec Michael Powell
- 1946 : Une question de vie ou de mort (A Matter of Life and Death), réalisé avec Michael Powell
- 1947 : Le Narcisse noir (Black Narcissus), réalisé avec Michael Powell
- 1948 : Les Chaussons rouges (The Red Shoes), réalisé avec Michael Powell
- 1948 : The Small Back Room, réalisé avec Michael Powell
- 1950 : La Renarde (Gone to Earth), réalisé avec Michael Powell
- 1950 : Le Chevalier de Londres (The Elusive Pimpernel), réalisé avec Michael Powell
- 1951 : Les Contes d'Hoffmann (The Tales of Hoffmann), réalisé avec Michael Powell
- 1955 : Oh ! Rosalinda ! (Oh... Rosalinda!!), réalisé avec Michael Powell
- 1956 : La Bataille du Rio de la Plata (The Battle of the River Plata), réalisé avec Michael Powell
- 1956 : Intelligence Service (Ill Met by Moonlight), réalisé avec Michael Powell
- 1966 : La Conquête du bout du monde (They're a Weird Mob), réalisé par Michael Powell

Comme réalisateur
- 1953, Twice Upon a Time (en)

## Œuvre littéraire
- Killing a Mouse on Sunday (Collins, 1961) – adapté au cinéma sous le titre Et vint le jour de la vengeance (Behold a Pale Horse) par Fred Zinnemann en 1964
- The Glass Pearls (Heinemann, 1966)